# Castelul Bürresheim
Castelul Bürresheim se află situat la nord-vest de orașul Mayen pe valea râului Nettel (un afluent al Rinului), lângă localitatea Sankt Johann (bei Mayen), Germania. Castelul împreună cu cetatea Eltz sunt singurele fortărețe din Eifel care n-au fost niciodată cucerite și care prin poziția lor strategică au influențat mult istoria regiunii.

## Diverse
Castelul Bürresheim a servit drept Castelul Brunwald din Austria în film Indiana Jones și ultima cruciadă.